# Jon Awe
Jon Awe (* 30. April 1980 in Memphis, Tennessee) ist ein ehemaliger US-amerikanischer Eishockeyspieler, der im Verlauf seiner aktiven Karriere unter anderem für Anyang Halla aus der Asia League Ice Hockey gespielt hat.

## Karriere
Jon Awe spielte ab 1999 bei Texas Tornado in der North American Hockey League, für die er in den folgenden zwei Jahren auf dem Eis stand. Im Anschluss entschied sich der US-Amerikaner ein Studium an der Northeastern University in Boston, Massachusetts zu absolvieren. Während dieser Zeit spielte er auch Eishockey für deren Universitätsmannschaft, die Northeastern Huskies, in der Hockey East. Insgesamt stand er vier Jahre für deren Team auf dem Eis, bevor der ungedraftete Awe zur Saison 2005/06 einen Kontrakt bei den Gwinnett Gladiators in der ECHL erhielt. In seiner Debütsaison zählte der Verteidiger zu den Stammkräften der Gladiators und zeigte sich im Vergleich zu seiner Universitätszeit vor allem im Offensivbereich stark verbessert, was sich in den Statistiken niederschlug. In 49 Spielen der regulären Saison verbuchte der physisch starke Awe 35 Scorerpunkte und wurde im Anschluss ins All-Rookie Team der Liga gewählt.
In den Playoffs erreichte der Verteidiger mit der Mannschaft die Finalspiele um den Kelly Cup, in denen das Team in fünf Begegnungen den Alaska Aces unterlag. In derselben Spielzeit kam er auch für die Portland Pirates und Providence Bruins in der American Hockey League zum Einsatz. In der Saison 2006/07 steigerte Awe seine Offensivstatistiken nochmals deutlich und wurde zum Saisonende ins First All-Star Team der ECHL gewählt und als ECHL Defenseman of the Year ausgezeichnet. Weiters nahm er am ECHL All-Star Game teil, hierbei gelang es ihm bei der sogenannten Skill Competition den härtesten Schlagschuss des Events zu erreichen. Auch in der folgenden Spielzeit ging der US-Amerikaner weiterhin für die Gwinnett Gladiators aufs Eis. Im Saisonverlauf gelang ihm erstmals der Sprung in den Stammkader eines AHL-Teams, als Awe bei den Houston Aeros zu einem Stammspieler avancierte.
Im Juli 2008 entschied er die Vereinigten Staaten zu verlassen und einigte sich zunächst auf einen Einjahresvertrag mit Anyang Halla aus der Asia League Ice Hockey. Beim südkoreanischen Verein traf er auf den Kanadier Brad Fast, mit dem er in den folgenden Jahren oftmals gemeinsam auf dem Eis stand. Mit Anyang Halla gewann er 2010 und 2011 die Meisterschaft der Asia League Ice Hockey. Im Sommer 2011 wechselte er zum HC Valpellice in die italienische Serie A1. In der Saison 2012/13 ließ er seine aktive Karriere bei den Gwinnett Gladiators ausklingen.

## Erfolge und Auszeichnungen
- 2002 Hockey East All-Academic Team
- 2006 ECHL All-Rookie Team
- 2007 Teilnahme am ECHL All-Star Game
- 2007 ECHL Defenseman of the Year
- 2007 ECHL First All-Star Team
- 2010 Meister der Asia League Ice Hockey mit Anyang Halla
- 2011 Meister der Asia League Ice Hockey mit Anyang Halla

## Karrierestatistik
(Legende zur Spielerstatistik: Sp oder GP = absolvierte Spiele; T oder G = erzielte Tore; V oder A = erzielte Assists; Pkt oder Pts = erzielte Scorerpunkte; SM oder PIM = erhaltene Strafminuten; +/− = Plus/Minus-Bilanz; PP = erzielte Überzahltore; SH = erzielte Unterzahltore; GW = erzielte Siegtore; 1 Play-downs/Relegation; Kursiv: Statistik nicht vollständig)